# Saint-Martin-d'Hères
Saint-Martin-d'Hères är en kommun i departementet Isère i regionen Auvergne-Rhône-Alpes i sydöstra Frankrike. Kommunen är chef-lieu för 2 kantoner som tillhör arrondissementet Grenoble. År 2022 hade Saint-Martin-d'Hères 38 022 invånare.

## Befolkningsutveckling
Antalet invånare i kommunen Saint-Martin-d'Hères
Referens:INSEE